# Pseudocoremia modica
Pseudocoremia modica är en fjärilsart som beskrevs av Alfred Philpott 1921. Pseudocoremia modica ingår i släktet Pseudocoremia och familjen mätare. Inga underarter finns listade i Catalogue of Life.